# Ronde van Burgos 2021 (mannen)
De 43 editie van de Ronde van Burgos voor mannen vond plaats van 3 tot 7 augustus. De wedstrijd maakte deel uit van de UCI ProSeries 2021. Titelverdediger was Remco Evenepoel. Hij werd opgevolgd door Mikel Landa.

## Deelname
Er namen 13 UCI World Tour-ploegen en 8 UCI ProTeams deel.
| WorldTour                                                                                              | WorldTour                                                                                        | ProTeam                                                     | Continentaal                                                   |
| --- | ------------------------------------------------------------------------------------------------ | ----------------------------------------------------------- | -------------------------------------------------------------- |
| AG2R-Citroën Astana-Premier Tech Bahrain-Victorious BikeExchange BORA-hansgrohe DSM EF Education-Nippo | Groupama-FDJ INEOS Grenadiers Israel Start-Up Nation Movistar Qhubeka NextHash UAE Team Emirates | Alpecin-Fenix Arkéa-Samsic Burgos-BH Caja Rural-Seguros RGA | Euskaltel-Euskadi EOLO-Kometa Equipo Kern Pharma TotalEnergies |

## Etappe-overzicht
| Etappe | Datum      | Start               | Finish                   | Type       | Afstand | Winnaar           | Klassementsleider |
| ------ | ---------- | ------------------- | ------------------------ | ---------- | ------- | ----------------- | ----------------- |
| 1      | 3 augustus | Burgos              | Burgos                   | Bergrit    | 161 km  | Edward Planckaert | Edward Planckaert |
| 2      | 4 augustus | Tardajos            | Briviesca                | Heuvelrit  | 175 km  | Sebastián Molano  | Gonzalo Serrano   |
| 3      | 5 augustus | Busto de Bureba     | Espinosa de los Monteros | Bergrit    | 173 km  | Romain Bardet     | Romain Bardet     |
| 4      | 6 augustus | Roa                 | Aranda de Duero          | Vlakke rit | 149 km  | Sebastián Molano  | Romain Bardet     |
| 5      | 7 augustus | Comunero de Revenga | Lagunas de Neila         | Bergrit    | 146 km  | Hugh Carthy       | Mikel Landa       |

## Klassementenverloop
| Etappe       | Winnaar           | Algemeen klassement · | Puntenklassement · | Bergklassement ·  | Jongerenklassement · | Ploegenklassement  |
| ------------ | ----------------- | --------------------- | ------------------ | ----------------- | -------------------- | ------------------ |
| 1            | Edward Planckaert | Edward Planckaert     | Edward Planckaert  | Edward Planckaert | Santiago Buitrago    | Bahrain-Victorious |
| 2            | Sebastián Molano  | Gonzalo Serrano       | Edward Planckaert  | Edward Planckaert | Santiago Buitrago    | Bahrain-Victorious |
| 3            | Romain Bardet     | Romain Bardet         | Romain Bardet      | Romain Bardet     | Santiago Buitrago    | Bahrain-Victorious |
| 4            | Sebastián Molano  | Romain Bardet         | Sebastián Molano   | Romain Bardet     | Santiago Buitrago    | Bahrain-Victorious |
| 5            | Hugh Carthy       | Mikel Landa           | Sebastián Molano   | Romain Bardet     | Einer Rubio          | Bahrain-Victorious |
| 0Eindstanden | 0Eindstanden      | Mikel Landa           | Sebastián Molano   | Romain Bardet     | Einer Rubio          | Bahrain-Victorious |

Mannen:
1946 · 1947 · 1948–1980 · 1981 · 1982 · 1983 · 1984 · 1985 · 1986 · 1987 · 1988 · 1989 · 1990 · 1991 · 1992 · 1993 · 1994 · 1995 · 1996 · 1997 · 1998 · 1999 · 2000 · 2001 · 2002 · 2003 · 2004 · 2005 · 2006 · 2007 · 2008 · 2009 · 2010 · 2011 · 2012 · 2013 · 2014 · 2015 · 2016 · 2017 · 2018 · 2019 · 2020 · 2021 · 2022 · 2023 · 2024 · 2025
Vrouwen:
2015 · 2016 · 2017 · 2018 · 2019 · 2020 · 2021 · 2022 · 2023 · 2024 · 2025